# Batrachomyia krausi
Batrachomyia krausi är en tvåvingeart som beskrevs av Neal L. Evenhuis 2007. Batrachomyia krausi ingår i släktet Batrachomyia och familjen fritflugor.
Artens utbredningsområde är Papua Nya Guinea. Inga underarter finns listade i Catalogue of Life.